# Josh Taylor
Josh Taylor (Princeton (Illinois), 25 september 1943) is een Amerikaans acteur.
Hij studeerde rechten aan de universiteit van Denver en verhuisde daarna naar de Westkust. Eerst wilde hij een jaar naar Alaska gaan maar nadat hij vrienden bezocht in Los Angeles kreeg hij daar een job aangeboden in een restaurant waar vele beroemdheden kwamen. Hij besloot om zich aan een acteercarrière te wagen. Nadat het restaurant sloot werkte hij als barman in Santa Monica totdat hij een rol beet had in Barnaby Jones in 1976. Enkele rollen volgden en in 1977 kreeg hij de rol van barman Chris Kositchek in Days of our Lives, hij bleef bij de show tot 1987. 
In 1981 kreeg hij even een eigen detectiveprogramma Riker en in 1986 begon hij de rol van Mike Hogan in de comedy The Hogan Family tot die stopte in 1991. Hij speelde ook gastrollen in bekende series als Diagnosis Murder, Matlock, LA Law, Murder, she wrote en Walker, Texas Ranger. Hij speelde ook een tijdje mee in de bekende tienerserie Beverly Hills 90210 als Jack McKay. 
In 1997 keerde hij terug naar Days, maar wel in een andere rol, die van Roman Brady. Zijn personage werd vermoord in januari 2004 op zijn bruiloft met Kate Robers (Lauren Koslow), maar enkele maanden later bleek dat hij toch nog in leven was (het was al de 4de keer dat Roman uit de doden opstond eerder in de jaren 80, 1991 en 1997).
Hij heeft een dochter, Tristan, uit een eerste huwelijk en in 1999 trouwde hij met een stewardess.